# Músculo fibular longo

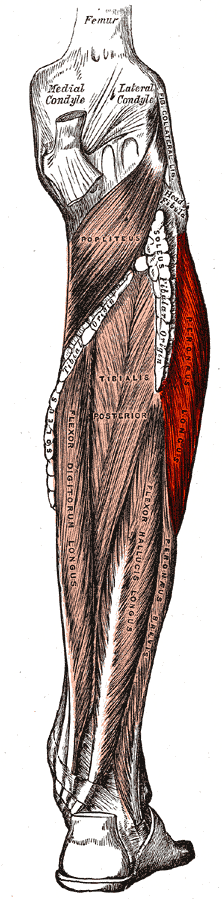
Ilustração do músculo.

O músculo fibular longo é um músculo da perna. Na anatomia humana, o fibular longo (também conhecido como fibular longo) é um músculo superficial da loca lateral da perna. É um extensor, abdutor e rotador lateral do pé.
Este músculo, que é o mais longo e o mais superficial dos três músculos fibulares. Insere-se, superiormente, na cabeça da fíbula e nos dois terços superiores da margem lateral da fíbula. Inferiormente, o seu tendão contorna o maléolo lateral. desliza sobre o calcêneo, alcança a face inferior do pé, dirigindo-se com obliquidade ântero-medial, até alcançar a sua inserção distal, no cuneiforme medial e ao primeiro metatarsal. É inervado pelo nervo fibular superficial.
Ocasionalmente, envia um prolongamento tendinoso para a base do segundo metatarsal.